# 下関市立桜山小学校
下関市立桜山小学校（しものせきしりつ さくらやましょうがっこう）は、 山口県下関市上新地町にある市立小学校。

## 沿革

### 略歴
当校は、1915年桜山尋常高等小学校として創立された。

### 年表
- 1915年9月1日 - 桜山尋常高等小学校として創立される。
- 1941年4月1日 - 国民学校令によって桜山国民学校となる。
- 1945年7月2日 - 戦災により廃校
- 1947年9月1日 - 下関市立桜山小学校として復興開校
- 1957年2月3日 - 校歌制定。下関市立神田小学校が分離
- 1966年8月 - 六連分校が当校の分校となる
- 1969年7月1日 - 交通安全教育受賞
- 1970年
  - 3月31日 - 六連分校廃校
  - 6月17日 - 健康優良校として受賞
- 1978年8月19日 - NHK合唱コンクール優良校となる
- 1979年
  - 7月16日 - 県健康優良校として受賞
  - 8月24日 - NHK合唱コンクール優良校となる
- 1989年10月 - 山口県学校美術展覧会「優秀賞」受賞
- 2017年4月1日 - 神田小学校を統合

## 学校教育目標
瞳輝き、額に汗する桜っ子の育成

## 学校行事
| - 4月 始業式・入学式 - 5月 - 6月 終業式 | - 7月 - 8月 始業式 - 9月 | - 10月 - 11月 - 12月 終業式 | - 1月 始業式 - 2月 - 3月 終業式・卒業式 |

## 通学区域
当校の通学区域は以下の通り
- 下関市
  - 大平町　筋川町　筋ヶ浜町　南大坪町　西大坪町　上新地町一丁目　上新地町二丁目　上新地町三丁目　上新地町四丁目　上新地町五丁目　新地町　新地西町　伊崎町一丁目　伊崎町二丁目　西神田町　桜山町　山手町　長崎町一丁目の一部　今浦町の一部　大字六連島

## 進学先中学校
- 下関市立文洋中学校[5]

## 学区 / 校区内の主な施設
櫻山神社

## 交通
- JR西日本山陽本線下関駅より徒歩16分